# 約翰·牛頓 (演員)
約翰·牛頓（John Newton，1965年12月29日—）是美國的一位演員。他最著名的作品包括固定出演電視節目超級男孩，以及在肥皂劇飛越情海中飾演Ryan McBride角色。